# Vysoké
Vysoké (deutsch Wisoky, 1939–45: Wissoken, Hochdorf, Wisoke) ist eine Gemeinde in Tschechien. Sie liegt drei Kilometer nordöstlich von Žďár nad Sázavou und gehört zum Okres Žďár nad Sázavou.

## Geographie
Vysoké befindet sich im Süden der Saarer Berge auf einer Anhöhe zwischen den Tälern der Bäche Staviště, Sázava und Pernička. Nordöstlich erhebt sich der Kříbek (709 m), im Osten die Zlatá horka (640 m), westlich die Zelená hora (611 m) und der Černý les (648 m).
Nachbarorte sind Světnov im Norden, Výstupek und Počítky im Nordosten, Lhotka im Osten, Veselíčko im Südosten, Plíčky und Mělkovice im Süden, Žďár nad Sázavou im Südwesten, Pohod, Lyra und Jordánek im Westen sowie Stržanov und Pod Strží im Nordwesten.

## Geschichte
Das Dorf wurde in der zweiten Hälfte des 14. Jahrhunderts gegründet. Die erste schriftliche Erwähnung des zum Zisterzienserkloster Saar gehörigen Dorfes Vysoké erfolgte im Jahre 1407 unter dem lateinischen Namen Alta Villa (übersetzt Hochdorf). Das erste Ortssiegel stammt aus dem Jahre 1667.
Nach der Aufhebung der Patrimonialherrschaften bildete Vysoké ab 1850 eine Gemeinde im politischen Bezirk Neustadtl. 1949 wurde Vysoké dem Okres Žďár nad Sázavou zugeordnet. 1961 erfolgte die Eingemeindung nach Počítky und zwischen 1980 und 1991 war das Dorf nach Žďár nad Sázavou eingemeindet. Seit 2007 führt die Gemeinde ein Wappen.

## Gemeindegliederung
Für die Gemeinde Vysoké sind keine Ortsteile ausgewiesen.

## Sehenswürdigkeiten
- Wallfahrtskirche des hl. Johannes von Nepomuk, auf der Zelená hora, westlich des Ortes, erbaut 1719–1722 nach Plänen von Johann Blasius Santini-Aichl
- Kapelle der Jungfrau Maria
- Steinkreuz, errichtet 1831
- Statue des hl. Johannes von Nepomuk, an der Straße nach Lhotka
- Naturdenkmal Louky u Černého lesa, Feuchtwiesen an der Sázava, westlich des Ortes.

## Söhne und Töchter der Gemeinde
- Josef Kramář (1814–1895), Autor und Übersetzer, insbesondere von Werken von Voltaire